# 30th Street Station
30th Street Station er en jernbanestation i Philadelphia i Pennsylvania, USA. Stationen betjenes blandt andre af Amtraks tog i Northeast Corridor og Keystone Corridor. Ved udgangen af regnskabsåret 2010 havde 3.787.331 Amtrak-passagerer benyttet stationen, hvilket gør den til Amtraks tredjetravleste i systemet. Stationen blev indviet i 1933 som Pennsylvania Station-30th Street, navngivet som andre Pennsylvania Stationer. Den er optaget på National Register of Historic Places som et kulturhistorisk bygningsværk.
De indledende scener i filmen Vidnet fra 1985 blev indspillet inde i stationsbygningen.

## Galleri
- Luftfoto fra 1977 af stationskomplekset.
- Stationens art deco-ventesal.
- Et regionaltog ved perron.
- Spirit of Transportation (1895) af Karl Bitter.

## Ekstern henvisning
- Wikimedia Commons har flere filer relateret til 30th Street Station

39°57′22″N 75°10′55″V / 39.956°N 75.182°V